# Unimog
Unimog (akronim iz "UNIversal-MOtor-Gerät") je divizija nemškega podjetja Daimler AG, ki načrtuje in proizvaja univerzalne srednje velike tovornjake in traktorje za izvencestno (offroad) uporabo. Unimog tovornjaki imajo velika kolesa,  visokonameščeno šasijo in po navadi pogon na vsa kolesa. V ZDA in Kanadi imajo tovornjaki oznako Freightliner Unimog. Unimog tovornjaki se veliko uporabljajo v vojski. 
Novi Unimogi so razdeljeni v dve seriji:
- srednji serije 405, znani tudi kot UGN ("Geräteträger"), modeli od U200 do U500
- težki serije 437, znani tudi kot UHN ("Hochgeländegängig"), modeli od U4000 do U5000